# くそまん -サイテーの漫画短編集-
『くそまん -サイテーの漫画短編集-』（くそまん・サイテーのまんがたんぺんしゅう）は、漫☆画太郎による日本の漫画短編集。1995年12月6日集英社から発売。ハエ一匹のシンプルな表紙が特徴。

## 内容
はやっとちりクソババア
はやとちりなババアと川から流れてきた子供のくそ太郎の話。主に授業参観と電車内での話がメイン。
家・なき子
家なき子のパロディ漫画。「まんゆうき 〜ばばあとあわれなげぼくたち〜」収録版とは、オチが異なる。
学校
とある学校の、熱血教師、新米教師、校長、ベテラン教師と生徒の話。

## 単行本
- 漫☆画太郎『くそまん -サイテーの漫画短編集-』〈ジャンプ・コミックス・デラックス〉
  1. 1995年12月6日発行、ISBN 4-08-858198-9